# Musée national Barthélemy-Boganda
Le musée national Barthélemy-Boganda est installé depuis 1964 dans l'ancienne résidence de l'ancien président Boganda, fondateur de la République centrafricaine. Consacré aux arts et traditions populaires, il fut l'un des premiers d'Afrique à présenter les témoins de la culture des peuples du pays.

## Histoire
La création du musée a débuté en 1964 sous l’impulsion de Geneviève Dournon et de Simha Arom par une collection d’instruments de musique et d’archives sonores qui s’étendra aux arts et traditions populaires centrafricains. Il fut inauguré le 1er décembre 1966.
Il est resté fermé depuis le 5 décembre 2013, jour où il subit divers saccages lors des événements de la bataille de Bangui, pendant la troisième guerre civile centrafricaine. La salle de documentation a toutefois été restaurée par l'armée française. Depuis le 18 mai 2021, ce musée fut réaménagé et est de nouveau ouvert au public malgré la disparition de certaines des œuvres d'art durant la guerre civile de 2013.

## Expositions
À l’origine, il est organisé en six salles présentant :
- A. entrée : consacrée à la mémoire du président Boganda
- B. salle des rythmes : musiques, danses, littérature orale
- C. salle du passé : rites et coutumes
- D. salle du travail : techniques
- E. salle de la femme : activités domestiques, parures, bijoux, meubles
- F. salle de l’enfant : jouets, maquettes et modèles réduits